# Прісака (Молдова)
Прісака (рум. Prisaca) — село в Молдові в Чимішлійському районі. Входить до складу комуни, центром якої є село Гиртоп.